# Reinhold Ferdinand Sahlberg
Reinhold Ferdinand Sahlberg (Åbo, 23 december 1811 -  Yläne, 18 maart 1874) was een Fins-Zweeds arts, ontdekkingsreiziger en entomoloog.
Hij was de zoon van de entomoloog en botanicus Carl Reinhold Sahlberg (1774-1860) en de vader van de entomoloog en ontdekkingsreiziger Johan Reinhold Sahlberg (1845-1920).
Op de leeftijd van zestien jaar ging hij studeren aan de Keizerlijke Alexander Universiteit van Helsinki waar zijn vader ook had gewerkt. In 1836 werd hij Master of Philosophy en in 1840 behaalde hij zijn doctoraat geneeskunde. Tussen 1845 en 1852 werkte hij als assistent zoölogie en plantkunde aan de Universiteit van Helsinki. 
Tussen 1839 en 1843 nam hij deel aan een natuurwetenschappelijke expeditie rond de wereld. Hij reisde door Brazilië en van Chili tot Sitka in Alaska en vervolgens door Siberië. De tijdens deze reizen verzamelde natuurhistorische collecties werden ter beschikking gesteld van een groot aantal professionals. Zelf verwerkte Sahlberg slechts een klein deel van de verzamelde planten en dieren. Hij publiceerde entomologische artikelen en was vooral bekend door zijn boek: Monographia Geocorisarum Fenniae (1858).

## Taxa
Een aantal insecten werd voor het eerst wetenschappelijk beschreven door R.F. Sahlberg, zoals : 
- Calleida chalybeipennis, een keversoort uit de familie van de loopkevers (Carabidae).
- Pterostichus abnormis, een keversoort uit de familie van de loopkevers (Carabidae).
- Hydroporus brevis, een keversoort uit de familie waterroofkevers (Dytiscidae).

Sahlberg's uitvoerige collecties worden nu bewaard in het Luonnontieteellinen keskusmuseo (Fins Natuurhistorisch museum) en het Naturhistoriska riksmuseet (Zweeds natuurhistorisch museum). 
- Bibsys: 2133015
- Bibliothèque nationale de France: cb16227857m (data)
- Gemeinsame Normdatei: 13395269X
- International Standard Name Identifier: 0000 0000 8386 9588
- Library of Congress Control Number: nb2008001062
- Nationale Bibliotheek van Tsjechië: jx20071211011
- Système universitaire de documentation: 119183226
- Virtual International Authority File: 60285229
- WorldCat: E39PBJxH4GhrC6GMwpVffj7yh3